# Фрідріх Віттенберг
Фрідріх Віттенберг (нім. Friedrich Wittenberg; 28 жовтня 1918, Вільдесгаузен — ?) — німецький офіцер-підводник, оберлейтенант-цур-зее крігсмаріне.

## Біографія
9 жовтня 1937 року вступив на флот. З грудня 1939 року — писар і офіцер взводу на лінкорі «Гнайзенау». З серпня 1940 року служив в морському гарматному дивізіоні в Мюнстерлагері, потім — офіцер групи служби ВМС в Кале. З жовтня 1940 по березень 1941 року пройшов курс підводника. В квітні-листопаді 1941 року — 1-й вахтовий офіцер на підводному човні UD-1, з 24 грудня 1941 року — на U-460. В січні 1942 року переданий в розпорядження 5-ї флотилії. З червня 1942 по травень 1943 року — вахтовий офіцер на U-506, після чого пройшов курс командира човна. З 19 серпня 1943 року — командир U-856. 24 лютого 1944 року вийшов у свій перший і останній похід. 7 квітня U-856 був потоплений в Північній Атлантиці південно-східніше Бостона (40°18′ пн. ш. 62°22′ зх. д.) глибинними бомбами американських есмінців «Чамплін» і «Гус». 27 членів екіпажу загинули, 28 (включаючи Віттенберга) були врятовані і взяті в полон.

## Звання
- Кандидат в офіцери (9 жовтня 1937)
- Морський кадет (28 червня 1938)
- Фенріх-цур-зее (1 квітня 1939)
- Оберфенріх-цур-зее (1 березня 1940)
- Лейтенант-цур-зее (1 травня 1940)
- Оберлейтенант-цур-зее (1 липня 1942)